# Casa-fàbrica Keittinger
La casa-fàbrica Keittinger era un conjunt d'edificis situats als carrers de Sant Pau, 77 i de Sant Oleguer, 3 del Raval de Barcelona, enderrocats del PERI.

## Història
Pere (Pierre) Keittinger (Sant Clamenç (Llenguadoc), 1772 - Barcelona, 1837) era el setè dels vuit fills del fabricant d'indianes André-Louis Keittinger (Ludwigsburg (Württenberg), 1728 - Montpeller, 1800), i es va establir a Barcelona a finals del segle xviii.
El 1826, va adquirir en emfiteusi a Francesc Planas i al seu fill Miquel Planas i Castelló (vegeu casa-fàbrica Castelló-Güell) un terreny al carrer de Sant Oleguer, on va demanar permís per a construir-hi un edifici de planta baixa, entresol i quatre pisos, segons el projecte del mestre de cases Joan Valls i Balansó. Tanmateix, només se'n va arribar a construir la planta baixa i l'entresol, i el 1829 va presentar un projecte de remunta de quatre pisos sobre la construcció existent, aquest cop signat pel mestre de cases Jacint Torner.
El 1828, va adquirir als Planas i Castelló un altre terreny en emfiteusi al carrer de Sant Pau, pel que discorria la séquia de Conflent, on el 1830 el mateix Torner va projectar un altre edifici de planta baixa i quatre pisos. El 1857 hi havia la fàbrica de filats i teixits de Vicenç Torres i Fill, i el 1863 la de teixits de Cuyàs i Fàbregas: «San Pablo, 77, Fábrica de tejidos de Cuyás y Fábregas. Tejidos de mezcla de algodon y lana, escocesas y demás para vestidos de señoras.» Altres indústries documentades foren la foneria de Llorenç Alier i Cia, la fàbrica de corretges per a telers de Joan Gallart, la de teixits de cotó de Marsal i Cia, la de teixits de cotó i ganxet de Ramon Casals, i la de xarops, aiguardents, licors i productes químics dels germans Fornés.
El 1863, la propietària Teresa Rouch i Rousset (filla del primer matrimoni de Josepa Rousset, vídua de Pere Keittinger) va encarregar al mestre d'obres Josep Valls i Galí la reforma de la façana de l'edifici del carrer de Sant Pau, convertint les finestres que hi havia en balcons. Casada amb el comerciant irlandès James Galwey, natural de Dublín i soci de Killikelly, Galwey i Cia, el seu net Enric Galwey i Garcia hi tindria el seu estudi de pintor.

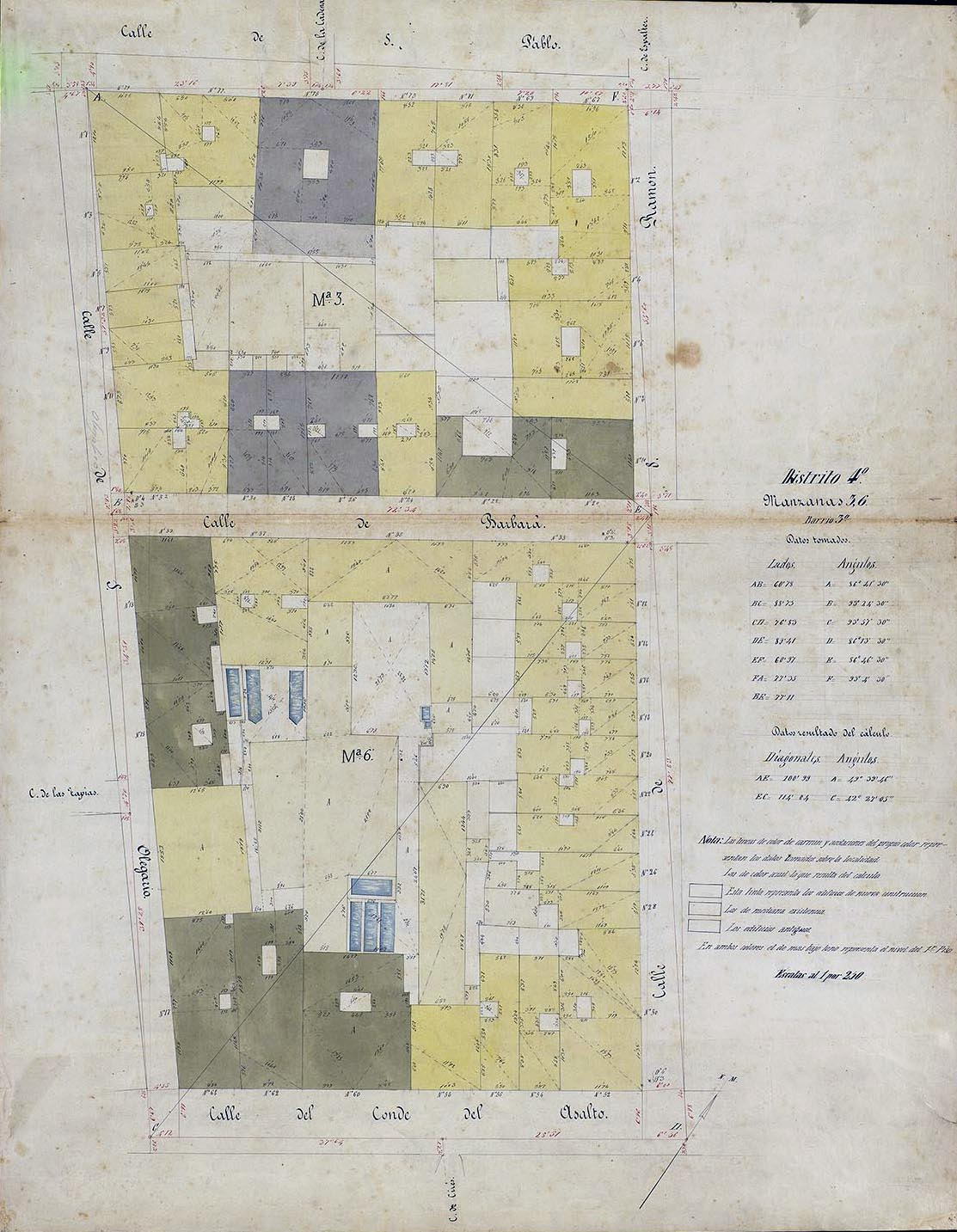
Quarteró núm. 90 de Garriga i Roca (c. 1860)

Entre 1923 i 1983, l'edifici del carrer de Sant Oleguer acollí el curiós bar «Los Cuernos», anomenat així per les cornamentes que penjaven del sostre i les parets.